# Casula

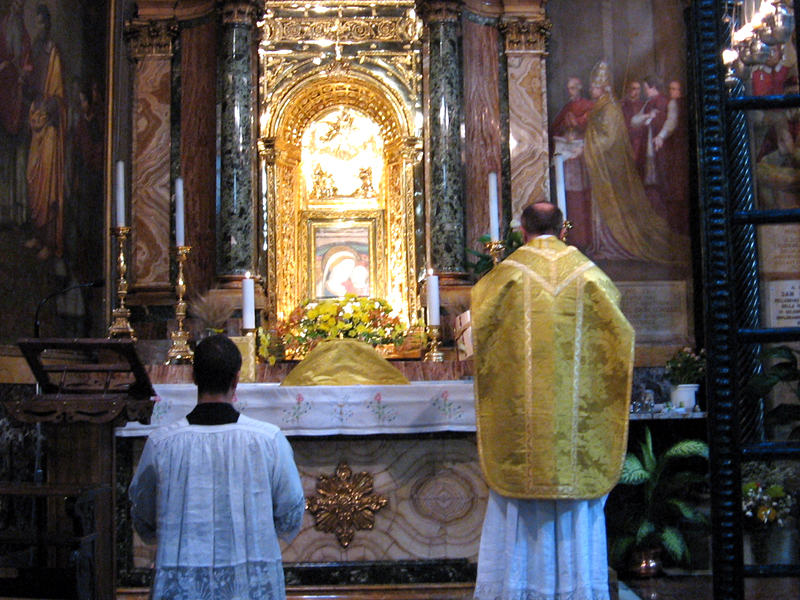
Sacerdote trajando uma Casula Dourada durante a leitura da Epístola em uma Missa Tridentina.

A casula é uma veste litúrgica, tradicionalmente era confeccionada em seda ou damasco. O sacerdote veste a casula sobre a alva e a estola, para a celebração da missa. As cores desse paramento variam conforme o período do rito litúrgico em que a missa é celebrada. Nas igrejas seguidoras do Rito Oriental a veste correspondente é o felônio. 
A casula pode ter algumas variações em seu formato, sendo as mais geralmente usadas a casula romana e a casula gótica. A casula romana se assemelha a um colete, ornada com bordados e brocados dourados, seus motivos são variados, podendo mudar de acordo com a região ou o próprio gosto pessoal do usuário. É mais usada por padres adeptos do Rito Tridentino e pelos sacerdotes do Ordinariato do New Liturgical Movement, que se destaca com um toque tradicional no Rito Moderno de Paulo VI.
A casula gótica tem uma forma de "planeta", é arredondada e cobre o corpo inteiro do sacerdote, sendo ornada com galão ou bordados, que representam várias imagens convenientes ao Mistério Litúrgico. É a mais comum de se encontrar em sacerdotes atualmente por seu simbolismo, que eleva o sacerdote do mundo terreno para o espiritual.
As cores da casula variam de acordo com o período litúrgico: verde para o Tempo Comum, branca para o Tempo de Páscoa e para o Ciclo do Natal, roxo para a Quaresma, vermelho para o Tríduo Pascal, azul nas celebrações do Calendário Mariano, rósea para Terceiro Domingo do Advento (gaudete) e para o Quarto Domingo da Quaresma (laetare) e preta para o Dia de Finados ou missas de corpo presente.